# Marcial Tagle
Pour les articles homonymes, voir Tagle.
Marcial Andrés Tagle Concha (né en  1973 à Santiago) est un acteur chilien.

## Biographie
Marcial Tagle est ancien élève du prestigieux Colegio San Ignacio El Bosque.

## Filmographie
| Films | Films                                    | Films                     | Films                            |
| Année | Titre                                    | Rôle                      | Réalisateur                      |
| ----- | ---------------------------------------- | ------------------------- | -------------------------------- |
| 2005  | Play                                     | Vargas                    | Alicia Scherson                  |
| 2006  | Padre Nuestro                            | José "Pepe"               | Rodrigo Sepúlveda                |
| 2006  | Fuga                                     | Miguel Recabarren         | Pablo Larraín                    |
| 2008  | Muñeca                                   | Manuel                    | Sebastián Arrau                  |
| 2009  | Super, todo Chile adentro                | Jaime                     | Fernanda Aljaro y Felipe del Río |
| 2010  | Post Mortem                              | Militar                   | Pablo Larraín                    |
| 2010  | Qué pena tu vida                         | Mario Alcázar             | Nicolás López                    |
| 2011  | Violeta se fue a los cielos              | Fernando Castillo Velasco | Andrés Wood                      |
| 2012  | Bahía Azul                               | Raúl                      | Nicolás Acuña                    |
| 2012  | No                                       | Costa                     | Pablo Larraín                    |
| 2012  | Aftershock                               | Le pompier                | Nicolás López                    |
| 2013  | Gloria                                   |                           | Sebastián Lelio                  |
| 2017  | Una mujer fantástica (A Fantastic Woman) |                           | Sebastián Lelio                  |

## Télévision

### Telenovelas
| Telenovelas | Telenovelas        | Telenovelas             | Telenovelas | Telenovelas |
| Année       | Titre              | Rôle                    | Chaîne      |             |
| ----------- | ------------------ | ----------------------- | ----------- | ----------- |
| 2004        | Ídolos             | Peter Hermosilla        | TVN         |             |
| 2005        | Los Capo           | Constantino Massone     | TVN         |             |
| 2006        | Entre medias       | Rafael Valdés           | TVN         |             |
| 2007        | Fortunato          | Fortunato "Nato" Cuevas | Mega        |             |
| 2013        | Graduados          | Andrés Jalifa           | Chilevisión |             |
| 2014        | No abras la puerta | Claudio Gormaz          | TVN         |             |

### Séries
| Séries télévisées | Séries télévisées                          | Séries télévisées       | Séries télévisées   |
| Année             | Titre                                      | Rôle                    | Chaîne              |
| ----------------- | ------------------------------------------ | ----------------------- | ------------------- |
| 2006              | JPT: Justicia Para Todos                   | Manuel Rivera           | TVN                 |
| 2004-2005         | BKN                                        | Padre de Catalina       | Mega                |
| 2006-2008         | Casado con hijos                           | Pablo Pinto             | Mega                |
| 2008              | Mandiola & Compañía                        | Mauro Amenábar          | Mega                |
| 2008              | Búscate la vida                            | ¿?                      | Mega                |
| 2009-2011         | Otra vez papá                              | Jerónimo "Jero" Campino | Mega                |
| 2010              | Algo habrán hecho por la historia de Chile | Bernardo O´Higgins      | TVN                 |
| 2010-2011         | La Colonia                                 | Bernardo del Río        | Mega                |
| 2012              | Cobre                                      | Ignacio Larrea          | Mega                |
| 2019              | Invisible Heroes                           | Luis Salinas            | Yle, Chilevision TV |

### Téléfilm
- 2007 : Súper Niño Bully (MTV Networks) : Père de Diego

## Théâtre
- 2007 : Mano de Obra

### Sources
- (es) Cet article est partiellement ou en totalité issu de l’article de Wikipédia en espagnol intitulé « Marcial Tagle » (voir la liste des auteurs).